# Liste des souverains de Kiev
Le grand-prince de Kiev (parfois appelé grand-duc de Kiev) était le titre donné aux dirigeants de la Rus' de Kiev entre le IXe et le XIIIe siècle.
Voici la liste des rois, ducs, grands-princes et princes de Kiev, en actuelle Ukraine :

## Premiers princes de Kiev
- 862-882 : Askold et Dir
- 882-912 : Oleg le Sage

## Grands-ducs de Kiev
- 912-945 : Igor de Kiev
  - 945-962 : Olga Prekrasa (régente)
- 962-972 : Sviatoslav Ier, fils d’Igor

## Princes de Kiev
- 972-980: Iaropolk Ier, fils du roi Sviatoslav Ier

## Grands-princes de Kiev
- 980-1015 : Vladimir Ier, fils du roi Sviatoslav Ier
- 1015-1016 : Sviatopolk Ier, fils du prince Iaropolk Ier
- 1016-1018 : Iaroslav Ier le Sage, fils de Vladimir Ier
- 1018-1019 : Sviatopolk Ier (2e règne)
- 1019-1024 : Iaroslav Ier le Sage (2e règne)
- 1024 : Mstislav de Tchernigov Usurpateur
- 1024-1054 : Iaroslav Ier le Sage (3e règne)
- 1054-1068 : Iziaslav Ier, fils de Iaroslav Ier
- 1068-1069 : Vseslav de Kiev, fils du prince Briatchislav de Polotsk (en)
- 1069-1073 : Iziaslav Ier (2e règne)
- 1073-1076 : Sviatoslav II, fils de Iaroslav Ier
- 1077-1078 : Iziaslav Ier (3e règne)
- 1078-1093 : Vsevolod Ier de Kiev, fils de Iaroslav Ier
- 1093-1113 : Sviatopolk II
- 1113-1125 : Vladimir II Monomaque
- 1125-1132 : Mstislav IerHarald
- 1132-1139 : Iaropolk II
- 1139 : Viatcheslav Ier
- 1139-1146 : Vsevolod II de Kiev
- 1146 : Igor II de Kiev
- 1146-1149 : Iziaslav II (1er règne)
- 1149-1150 : Iouri Ier Dolgorouki

## Co-grand-prince de Kiev
- 1150 : Iziaslav II (2e règne)

## Grand-prince de Kiev
- 1150-1151 : Iouri Ier Dolgorouki (2e règne)

## Co-grand-prince de Kiev
- 1151-1154 : Viatcheslav Ier (2e règne)
- 1151-1154 : Iziaslav II (3e règne)
- 1154-1155 : Rostislav Ier
- 1154-1155 : Iziaslav III (1er règne)
- 1155-1157 : Iouri Ier Dolgorouki (3e règne)
- 1157-1158 : Iziaslav III (2e règne)
- 1159 : Mstislav II Chrobry (1er règne)
- 1159-1161 : Rostislav Ier  (2e règne)
- 1161 : Iziaslav III (3e règne)
- 1161-1167 : Rostislav Ier (3e règne)
- 1167-1169 : Mstislav II Chrobry (2e règne)
- 1169 : Gleb Ier
- 1170 : Mstislav II Chrobry (3e règne)
- 1170-1171 : Gleb Ier (2e règne)
- 1169-1171 : André Ier Bogolioubski prince de Souzdal et administrateur de Kiev.
- 1171 : Vladimir III

## Princes de Kiev
- 1171-1173 : Roman Ier de Kiev
- 1173 : Michel Ier
- 1173 : Vsevolod III de Kiev
- 1173 : Rurik II de Kiev (1er règne)
- 1173-1174 : Iaroslav II de Kiev (1er règne)
- 1174 : Sviatoslav III de Kiev
- 1174 : Iaroslav II de Kiev (2e règne)
- 1174-1176 : Roman Ier de Kiev (2e règne)
- 1176-1181 : Sviatoslav III de Kiev (2e règne)

## Coprince de Kiev
- 1181 : Rurik II de Kiev (2e règne)
- 1181-1194 : Sviatoslav III de Kiev (3e règne)
- 1194-1201 : Rurik II de Kiev (3e règne)
- 1201-1202 : Roman II de Kiev (1er règne)
- 1202-1203 : Ingwar de Kiev (1er règne)
- 1203-1204 : Rurik II de Kiev (4e règne)
- 1204 : Roman II de Kiev (2e règne)
- 1204-1205 : Rostislav II de Kiev
- 1205-1206 : Rurik II de Kiev (5e règne)
- 1206-1207 : Vsevolod IV de Kiev (1er règne)
- 1207-1210 : Rurik II de Kiev (6e règne)
- 1210-1214 : Vsevolod IV de Kiev (2e règne)
- 1214 : Ingwar de Kiev (2e règne)

## Grand-prince de Kiev
- 1214-1223 : Mstislav III Boris de Kiev
- 1223-1233 : Vladimir IV de Kiev
- 1233-1234 : Iziaslav IV de Kiev
- 1234-1236 : Vladimir IV de Kiev (2e règne)
- 1236-1238 : Iaroslav III de Kiev (Iaroslav II de Vladimir)
- 1238-1243 : Rostislav III de Kiev (1er règne)
- 1243 : Daniel de Galicie
- 1243 : Saint Michel Ier de Tchernigov
- 1243-1244 : Rostislav IV de Kiev
- 1244-1248 : Rostislav III de Kiev (2e règne)
- 1249-1263 : Alexandre Ier Nevski